# Котов Євген Валентинович
Євген Валентинович Котов (нар. 10 серпня 1978, Перевальськ, Ворошиловградська область, УРСР) — колишній український футболіст, захисник. Відомий, зокрема, виступами за «Шахтар» та донецький «Металург». Після завершення кар'єри гравця — футбольний тренер.

## Кар'єра
Перший матч на професійному рівні провів 12 липня 1995 року в українському клубі «Сталь» з Алчевська, проти «Нафтохіміка» з Кременчука.
У 1998 році Котов перейшов до донецького «Шахтаря», за який дебютував у Вищій лізі 11 липня 1998 року, вийшовши на заміну в матчі проти «Миколаєва». Відігравши два сезони за «Шахтар», поступово перестав потрапляти в основний склад і в 2000 році повернувся у «Сталь», за яку відіграв перше коло чемпіонату. Друге коло почав у складі донецького «Металурга», за який дебютував 11 березня 2001 року в матчі проти «Сталі».
У 2003 році Євген перейшов у криворізький «Кривбас», за який дебютував 17 липня проти «Зірки» з Кропивницького. У 2004 році втратив місце в основному складі і в 2005 році перейшов у «Інтер» з Баку, в якому в 2006 році й завершив кар'єру гравця.

## Досягнення
«Шахтар»:
- Срібний призер Чемпіонату України (2): 1998/99, 1999/00
- Півфіналіст Кубку України: 1998/99

«Металург» (Донецьк):
- Бронзовий призер Чемпіонату України (2): 2001/02, 2002/03
- Півфіналіст Кубку України: 2001/02

«Сталь» (Алчевськ):
- Бронзовий призер Першої ліги: 1995/96

«Інтер» (Баку):
- Фіналіст Кубку Азербайджану: 2004/05